# Asjat Zhitkeyev
Asjat Zhitkeyev (en kazajo: Асхат Жіткеев; Taldykorgan, 13 de abril de 1981) es un deportista kazajo que compitió en judo.
Participó en tres Juegos Olímpicos, entre los años 2000 y 2008, obteniendo una medalla de plata en Pekín 2008, en la categoría de –100 kg. En los Juegos Asiáticos consiguió tres medallas de bronce en los años 2002 y 2006.
Ganó una medalla en el Campeonato Mundial de Judo de 2001, y cuatro medallas en el Campeonato Asiático de Judo entre los años 2003 y 2008.

## Palmarés internacional
| Juegos Olímpicos    | Juegos Olímpicos      | Juegos Olímpicos  | Juegos Olímpicos |
| Año                 | Lugar                 | Medalla           | Categoría        |
| ------------------- | --------------------- | ----------------- | ---------------- |
| 2008                | Pekín (China)         | Medalla de plata  | –100 kg          |
| Campeonato Mundial  |                       |                   |                  |
| Año                 | Lugar                 | Medalla           | Categoría        |
| 2001                | Múnich (Alemania)     | Medalla de bronce | –100 kg          |
| Juegos Asiáticos    |                       |                   |                  |
| Año                 | Lugar                 | Medalla           | Categoría        |
| 2002                | Busan (Corea del Sur) | Medalla de bronce | –100 kg          |
| 2006                | Doha (Catar)          | Medalla de bronce | –100 kg          |
| 2006                | Doha (Catar)          | Medalla de bronce | Abierta          |
| Campeonato Asiático |                       |                   |                  |
| Año                 | Lugar                 | Medalla           | Categoría        |
| 2003                | Jeju (Corea del Sur)  | Medalla de oro    | –100 kg          |
| 2004                | Almaty (Kazajistán)   | Medalla de oro    | –100 kg          |
| 2005                | Taskent (Uzbekistán)  | Medalla de plata  | –100 kg          |
| 2008                | Jeju (Corea del Sur)  | Medalla de oro    | –100 kg          |